# 2003 у Тернопільській області
| Роки в Тернопільській області: ← · 2000 · 2001 · 2002 · 2003 · 2004 · 2005 · 2006 · 2007 · 2008 · 2009 · 2010 · 2011 · 2012 · 2013 · 2014 · 2015 · 2016 · 2017 · 2018 · 2019 · 2020 · 2021 · 2022 · 2023 · 2024 · 2025 Див. також: XIX століття · XX століття |

2003 рік у Тернопільській області:

## Міста-ювіляри
- 540 років з часу заснування м. Підгаєць.

## Річниці

### Річниці заснування, утворення
- 16 квітня — 155 років з часу скасування панщини і кріпосного права в Галичині.
- 18 травня — 90 років Тернопільському обласному краєзнавчому музею.
- 25 травня — 95 років Чернихівської трагедії.
- 1 вересня — 45 років з дня заснування Тернопільського музичного училища ім. С. Крушельницької.
- 1 листопада — 85 років з часу утворення Західно-Української Народної Республіки.
- 450 років з часу заснування першої козацької Січі нашим земляком Дмитром Івановичем Вишневецьким (Байдою).
- 170 років з часу створення гуртка «Руська трійця».
- 85 років з часу створення Української галицької армія.

### Річниці від дня народження
- 7 січня — 60 років від дня народження українського актора, народного артиста України Мирослава Коцюлима.
- 20 січня — 135 років від дня народження українського письменника, історика, публіциста В'ячеслава Будзиновського.
- 24 січня
  - 140 років від дня народження українського композитора і громадського діяча Остапа Нижанківського.
  - 70 років від дня народження українського письменника-гумориста Євгена Дударя.
- 2 лютого — 140 років від дня народження українського письменника Тимофія Бордуляка.
- 3 лютого — 140 років від дня народження української письменниці, громадської діячки Климентини Попович-Боярської.
- 13 лютого — 70 років від дня народження української дитячої поетеси Марти Чопик.
- 19 березня — 165 років від дня народження українського адвоката, бургомістра Тернополя Володимира Лучаківського.
- 25 квітня — 60 років від дня народження українського поета і журналіста Євгена Зозуляка.
- 27 квітня — 50 років від дня народження українського професора, вченого-географа Ольги Заставецької.
- 9 травня — 70 років від дня народження українського письменника, лауреата Державної премії України імені Шевченка Романа Андріяшика.
- 29 травня — 125 років від дня народження українського поета, прозаїка, перекладача, громадського діяча Петра Карманського.
- 2 червня — 50 років від дня народження українського поета, журналіста, голови обласної організації Національної Спілки письменників України Володимира Барни.
- 8 червня — 120 років від дня народження української письменниці, перекладача, етнографа, фольклориста Ольги Дучимінської.
- 15 червня — 165 років від дня народження українського хорового диригента, громадського діяча Йосипа Вітошинського.
- 1 липня — 160 років від дня народження українського священника, пасічника о. Миколи Михалевича.
- 4 липня — 140 років від дня народження українського живописця-графіка Юліана Панькевича.
- 17 липня — 115 років від дня народження ізраїльського письменника Агнона Шмуеля Йосефа.
- 4 серпня — 125 років від дня народження українського письменника Антіна Крушельницького.
- 7 серпня — 130 років від дня народження українського диригента, громадського діяча Ілька Блажкевича.
- 13 серпня — 100 років від дня народження українського художника кіно, заслуженого діяча мистецтв Іполіта Лазарчука.
- 18 серпня — 100 років від дня народження українського релігійного діяча Зеновія Ковалика.
- 23 серпня — 70 років від дня народження українського поета Степана Будного.
- 31 серпня — 120 років від дня народження українського письменника, журналіста, громадського діяча Осипа Назарука.
- 10 вересня — 100 років від дня народження українського актора, співака і режисера Яреми Стадника.
- 13 вересня — 130 років від дня народження українського письменника, літературознавця Дениса Лукіяновича.
- 17 вересня — 100 років від дня народження українського поета, письменника Андріана Іванчука.
- 25 вересня — 65 років від дня народження українського археолога, мистецтвознавця, культуролога, історика і політичного діяча Ігоря Герети.
- 4 жовтня — 135 років від дня народження літературознавця, мовознавця, славіста, академіка АН України Кирила Студинського.
- 21 жовтня — 140 років від дня народження вченого-географа Григорія Величка.
- 25 жовтня — 155 років від дня народження польського письменника Карла-Еміля Францоза.
- 29 жовтня — 100 років від дня народження польського поета, прозаїка, перекладача Мечислава Яструна.
- 2 листопада — 125 років від дня народження українського живописця, графіка, народного художника України Антіна Манастирського.
- 8 листопада — 135 років від дня народження українського перекладача, члена Центральної Ради, громадської діячки Марії Грушевської.
- 16 листопада — 125 років від дня народження українського і болгарського скульптора, громадського діяча Михайла Паращука.
- 21 листопада — 125 років від дня народження українського гімназійного професора Миколи Лепкого.
- 4 грудня — 180 років від дня народження українського письменника і громадського діяча Івана Гушалевича.
- 7 грудня — 115 років від дня народження композитора, письменника, журналіста Левка Лепкого.
- 12 грудня — 70 років від дня народження краєзнавця, історика та музеєзнавця, заслуженого працівника України Венедикта Лавренюка.
- 18 грудня — 100 років від дня народження українського поета, прозаїка, журналіста Романа Завадовича.
- 190 років від дня народження етнографа Еміля Коритка.